# Sausses
Sausses è un comune francese di 118 abitanti situato nel dipartimento delle Alpi dell'Alta Provenza della regione della Provenza-Alpi-Costa Azzurra.

## Storia
Dopo la conquista romana, portata a compimento nel 14 a.C., l'imperatore romano Augusto organizza le Alpi in province, e il territorio di Sausses dipende dalla provincia delle Alpi Marittime.
Nel corso del medioevo Sausses fece parte della Borgogna Cisgiurana e poi del Regno d'Arles. Attorno al X secolo divenne parte della contea di Provenza, per poi passare ai re di Francia.
Dal 1388 Sausses, per la sua posizione strategica, divenne una roccaforte di confine per cinque secoli fra la Francia e l'Italia, quando la contea di Nizza con la dedizione di Nizza alla Savoia, seguì le vicende storiche della Contea di Savoia, del Ducato di Savoia e del Regno di Sardegna sino al 1860, quando Nizza venne ceduta alla Francia.

## Società

### Evoluzione demografica
Abitanti censiti